# Strada nazionale 38 (Argentina)
La strada nazionale 38 (Ruta Nacional 38 in spagnolo) è una strada statale argentina che unisce le provincie di Córdoba, La Rioja, Catamarca e Tucumán. Origina nella cittadina di Villa Carlos Paz, a 40 km ad ovest di Córdoba, e termina a San Miguel de Tucumán, principale centro del nord-ovest dell'Argentina.
Nel tratto compreso tra Juan Bautista Alberdi e Tucumán è stata realizzata una variante alternativa al vecchio tracciato. La Legge Nazionale 24.783 pubblicata nella Gazzetta ufficiale del 2 aprile 1997 designa con il nome di Monseñor Angelelli il tratto Córdoba-La Rioja.